# Domingo Monteverde
Juan Domingo Monteverde (* 1773 in La Laguna, Kanarische Inseln; † 15. September 1832 in San Fernando) war General der spanientreuen Kolonialtruppen Anfang des 19. Jahrhunderts in Lateinamerika. 
Am 12. Juli 1812 ergaben sich ihm in der venezolanischen Stadt La Victoria die Truppen des Unabhängigkeitskämpfers Francisco de Miranda. Er verlor später durch die Campaña Admirable gegen Simón Bolívar seine Macht. Monteverde wurde 1813 bei Las Trincheras verwundet und gegen Ende desselben Jahres von seinen eigenen Offizieren in Puerto Cabello abgesetzt. Monteverde zog zunächst nach Puerto Rico und kehrte dann 1816 nach Spanien zurück. Er starb am 15. September 1832 in San Fernando.